# D'ABBA d'ABBA Doe
d'ABBA d'ABBA Doe são duas edições edições de livros sobre o grupo ABBA. Ambas foram lançadas na Holanda em 1977.